# Monster Hunter (filme)
Monster Hunter (mesmo título em Portugal e no Brasil) é um filme teuto-chino-nipo-estadunidense de 2021, dos gêneros ação, aventura, fantasia e monstro, produzido, roteirizado e dirigido por Paul W. S. Anderson, baseado na série de jogos de mesmo nome da Capcom.

## Elenco
- Milla Jovovich como Capitã Natalie Artemis, membro de uma equipe militar das Nações Unidas.[8]
- Tony Jaa como O Caçador, um dos muitos guerreiros experientes que lutam contra monstros gigantes.[9]
- Ron Perlman como O Almirante, o chefe de um grupo de Caçadores..[10]
- Clifford "T.I." Harris, Jr. como Lincoln.[4]
- Diego Boneta como Marshall
- Meagan Good como Dash
- Josh Helman como Steeler
- Jin Au-Yeung como Axe
- Hirona Yamazaki como Handler
- Jannik Schümann  como Aiden
- Nanda Costa  como Lea
- Nic Rasenti como Capitão Roark
- Aaron Beelner como Palico

## Produção
As filmagens começaram em 5 de outubro de 2018, na Cidade do Cabo, África do Sul. Milla Jovovich  anunciou no Instagram que as filmagens foram concluídas em 19 de dezembro de 2018.

## Lançamento
Monster Hunter foi lançado nos Estados Unidos em 18 de dezembro de 2020. O filme estava originalmente programado para ser lançado em 4 de setembro de 2020, mas foi adiado para 23 de abril de 2021, devido à pandemia de COVID-19, antes de ser transferido para 30 de dezembro e, finalmente, o dia do Natal. A Sony alterou mais uma vez a data de lançamento do filme nos Estados Unidos no início de dezembro, após o lançamento problemático do filme na China, mudando seu lançamento para 18 de dezembro de 2020. O filme foi lançado nos cinemas do Japão pela Toho-Towa em 26 de março de 2021.
No Brasil, o filme foi lançado em 25 de fevereiro de 2021, e em Portugal, em 13 de maio de 2021.

## Recepção

### Bilheteria
Monster Hunter arrecadou US$ 15,2 milhões nos Estados Unidos e Canadá, e US$ 32,7 milhões internacionalmente, totalizando US$ 47,9 milhões mundialmente.

### Resposta da crítica
No site agregador de críticas Rotten Tomatoes, 44% das 100 avaliações dos críticos são positivas, com uma classificação média de 4,8/10. O consenso do site diz: "Monster Hunter é principalmente um borrão de ação estúpido, mantido unido pelos mais tênues fios de diálogo e enredo - e exatamente o que muitos espectadores procuram." O Metacritic, que usa uma média ponderada, atribuiu ao filme uma pontuação de 47 em 100, baseado em 22 críticos, indicando avaliações "mistas ou médias". O público pesquisado pelo PostTrak deu ao filme 63%, com 41% dizendo que definitivamente o recomendariam.